# 三全食品
郑州三全食品股份有限公司（深交所：002216），簡稱三全食品或三全公司，位于中国河南省郑州市惠济区综合投资区长兴路28号。以生产速冻水饺、速冻汤圆、粽子、速冻面制品、方便食品等速冻食品为主，亦为中国人民解放军生产军用食品，近年又投资开发生产多种常温即食食品。三全公司始创于1992年，中国大陆的第一颗速冻汤圆、第一个速冻粽子都出自该公司。

## 收购
- 2013年，三全收购亨氏龙凤食品，以扩大其在华南地区的市场份额。[1]

## 事件
2019年2月9日，湖南湘西土家族苗族自治州泸溪县重大动物疫病防制指挥部办公室对来源于吉首市凌云冷冻食品批发部冻库的产品进行抽样，在泸溪县好又多和万家福两家超市共抽取4个批次12份样品。经检测，其中由河南三全食品有限公司生产批次为20190113H的“三全灌汤水饺”3份样品为非洲猪瘟病毒核酸阳性。三全食品后将非洲猪瘟病毒核酸阳性疑似批次产品全部封存，相关产品已全部下架。2月20日，三全食品子公司国福龙凤委托河南全惠食品有限公司生产的荠菜猪肉水饺亦被查出非洲猪瘟病毒核酸阳性，相关产品已在全国范围内封存和下架。